# Антипатър (син на Ирод)
Вижте пояснителната страница за други личности с името Антипатър.
Антипатър (на гръцки: Αντίπατρος; на латински: Antipater; * 45 пр.н.е.;† 4 пр.н.е.) е най-големият син на Ирод Велики и еврейката Дорис. Той е престолонаследник от 7 до 4 пр.н.е., но баща му пет дена преди смъртта си, го екзекутира като наказание за неговите заговорнически планове.